# Luchthaven Ramon
De Luchthaven Ramon, ook wel de Luchthaven Ilan and Assaf Ramon (IATA: ETM, ICAO: LLER), is een nieuw vliegveld dat de Israëlische badplaats Eilat bedient. Naast internationale vluchten, die vooral toeristen uit Europa en Rusland naar deze winterzonbestemming brengen, landen ook binnenlandse vluchten uit Tel Aviv en Haifa op deze luchthaven. In totaal kan het vliegveld twee miljoen passagiers per jaar verwerken.
Begin 2019 voert de luchthaven als eerste deze binnenlandse vluchten uit. Buitenlandse toestellen, waaronder die van Transavia en Ryanair uit Nederland en België, landen vanaf september van dat jaar op Ramon.
Het vliegveld is vernoemd naar de omgekomen vader Ilan Ramon, de eerste Israëlische astronaut bij NASA, en zijn zoon Assaf Ramon, een F16-piloot van de Israëlische luchtmacht. De eerstesteenlegging werd gedaan door de nabestaanden.

## Geschiedenis
Al jarenlang voldoet, door de snelle groei van de kustplaats, het kleine stadsvliegveld van Eilat uit 1949 niet meer. In de jaren '70 landden sommige buitenlandse toeristen op de voormalige Luchthaven Etzion in de naburige Sinaïwoestijn. Dit vliegveld werd na het sluiten van vrede tussen Egypte en Israël overgedragen aan de Egyptische autoriteiten. Zij doopten deze luchthaven om tot de huidige Luchthaven Taba.
Om buitenlandse toeristen aan de Israëlische kant van de Rode Zee te kunnen blijven ontvangen, werd eind jaren '80 het vliegveld Ovda geopend voor civiele vluchten. Deze luchthaven groeide uit tot de tweede luchthaven van Israël, maar is inmiddels sterk verouderd. In 2013 werd daarom besloten tot de bouw van Ramon. Vier jaar later landde daar het eerste testtoestel. Door een aantal vertragingen werd de opening naar begin 2019 verschoven. In totaal heeft het vliegveld ruim 350 miljoen euro gekost.

## Vervoer
Naast de luchthaven bevindt zich een groot busstation. Vanuit daar rijden bussen naar het, 18 kilometer verder gelegen, centrum van Eilat. Deze rit, die ongeveer één euro kost (4,20 shekel), duurt ongeveer 20 minuten. Onduidelijk is of er ook bussen gaan rijden naar de Israëlische steden Tel Aviv en Jeruzalem. Verder halen ook taxi's de toeristen op.
In de toekomst is er mogelijk een treinstation nabij het vliegveld. Er wordt al jaren gesproken over een verbeterde treinverbinding tussen het zuiden en noorden van Israël. Door de hoge kosten vanwege de afstand en droge woestijnvlakte is dit een project voor de lange termijn.
Naast een treinverbinding zijn er ook plannen voor een trambaan tussen de luchthaven en het centrum. Deze tram zou moeten stoppen bij diverse hotels om zo het taxi- en busverkeer te verminderen.